# سیم آخر
سیم آخر یک مسابقه تلویزیونی با اجرای رضا رشیدپور و تهیه‌کنندگی و کارگردانی محمدرضا رضائیان است که از شبکه سه پخش می‌شد. این مسابقه تلویزیونی پیش از این با نام «بمب» مطرح شده بود و با تغییر نام به «سیم آخر» از ۱۵ آبان ۱۳۹۹ روی آنتن رفت. پیمان قانع طراح دکور و مدیر هنری و حمید مراوندی مجری طرح آن به‌شمار می‌رود.
سیم آخر بدون رعایت حقوق مؤلف، از یک مسابقه تلویزیونی اسرائیلی به نام بوم! کپی شده‌است که بعد از اسرائیل در حدود بیست کشور دیگر در دنیا نیز ساخته شده‌است.

## قالب مسابقه
دو تیم سه نفره در رقابت با یکدیگر باید سعی کنند با پاسخ صحیح به سؤال‌ها بمب هر مرحله را خنثی کنند و امتیاز و جایزهٔ بیشتری را نصیب خود کنند. در هر قسمت دو تیم سه نفره با هم مسابقه می‌دهند، ۴ بمب عادی وجود دارد که تیم‌ها باید سعی کنند در هر مرحله با پاسخ صحیح به سؤال مربوط به هر بمب آن‌ها را خنثی کنند. سؤال هر بمب به شکل چند گزینه‌ای است و فقط یکی از گزینه‌ها نادرست است یعنی هر سؤال این مسابقه چند پاسخ صحیح دارد و فقط یک پاسخ نادرست. بعد از خنثی کردن ۴ بمب عادی، تیم‌ها به بمب نقره‌ای می‌رسند. این مرحله مانند ضربات پنالتی است و سوالات تا زمانی که یک تیم نتواند بمب را خنثی کند ادامه دارد. تیم برندهٔ این مرحله به بمب طلایی می‌رسد و تیم بازنده نصف امتیازاتی که در بمب‌های قبل گرفتند را دریافت خواهند کرد. در سؤال بمب طلایی، ۱۰ گزینه وجود دارد که ۷ گزینه درست و ۳ گزینه نادرست است. اگر تیمی که به این مرحله رسیده، بمب طلایی را خنثی کند امتیازاتش به ۶۰٬۰۰۰٬۰۰۰ تومان می‌رسد و اگر نتواند بمب طلایی را خنثی کند امتیازاتش نصف خواهد شد. هر ۱٬۰۰۰ امتیاز معادل ۶۰۰ هزار تومان خواهد بود.  هم‌چنین امکان ویژه‌ای برای مخاطبانی که در منزل هستند و علاقه‌مندند در مسابقه شرکت کنند طراحی شده‌است که می‌توانند همزمان با شرکت‌کننده‌های مسابقه رقابت کنند که از طریق تلفن‌های هوشمند و اپلیکیشن تلوبیون امکان‌پذیر شده‌است.

## قوانین مسابقه
- در هر قسمت دو تیم سه نفره با هم رقابت می‌کنند.
- رقیب هر تیم سه نفره، ۴ بمب مسابقه و گروه مقابل است که باید سعی کنند در هر مرحله با پاسخ صحیح به سؤال مربوط به هر بمب، آن‌ها را خنثی کنند.
- تیم سه نفره در جایگاهی قرار می‌گیرند که سه چراغشان سبز است. هر چراغ سبز برای یک عضو تیم است و به نشانهٔ امکان شرکت در هر مرحله و پاسخ به سؤال است. با پاسخ اشتباه این چراغ قرمز می‌شود.
- سؤال هر بمب، به شکل چند گزینه‌ای است و فقط یکی از گزینه‌ها نادرست است؛ یعنی هر سؤال این مسابقه چند پاسخ صحیح دارد و فقط یک پاسخ نادرست.
- سوال‌های بمب از این حوزه‌ها انتخاب می‌شود: علوم اسلامی و قرآنی / زبان و ادبیات فارسی / افتخارات ملی / جانورشناسی / ریاضیات / جغرافیا / ورزش / تاریخ / هنر / شیمی / فیزیک و…
- هر گزینهٔ پاسخ در نمایشگر با یک رنگ متفاوت مشخص شده‌است و به یک سیم با همان رنگ در بمب مرتبط است.
- شرکت‌کننده‌ها باید در زمان مشخص، فقط سیم‌های گزینه‌های درست را قطع کنند و در پایان فقط سیم گزینهٔ نادرست باقی‌مانده باشد. اگر سیم گزینهٔ نادرست قطع شود، بمب منفجر می‌شود.
- قبل از شروع هر مرحله، حوزهٔ آن سؤال روی نمایشگر اعلام می‌شود و تیم انتخاب می‌کند که کدام یک از اعضا برای پاسخ به سؤال و خنثی کردن بمب این مرحله جلو برود و کنار بمب بایستد.
- ابتدا گزینه‌ها یک به یک روی نمایشگر ظاهر می‌شود و مجری از شرکت‌کننده می‌خواهد سؤال این مرحله را حدس بزند. (حدس درست یا نادرست تأثیری در روند مسابقه ندارد و فقط برای آماده شدن ذهنی شرکت‌کنندگان است)
- بعد از ظاهر شدن سؤال، تایمر فعال می‌شود و به شکل معکوس تا پایان زمان آن مرحله شروع به شمارش می‌کند. شرکت‌کننده باید به سرعت گزینه‌های درست را یک به یک تشخیص بدهد و سیم مربوط به آن را قطع کند.
- وقتی شرکت‌کننده یک سیم را قطع می‌کند، تایمر به‌طور موقت متوقف می‌شود و بعد از سه ثانیه، نتیجهٔ درست یا نادرست روی نمایشگر ظاهر می‌شود. (همزمان صدای شمارش معکوس و درست یا نادرست بودن پاسخ در استودیو شنیده می‌شود)
- اگر سیم درست قطع شده‌باشد، تایمر دوباره شروع به کار می‌کند و شرکت‌کننده باید به سرعت بقیه سیم‌های درست را قطع کند.
- اگر شرکت‌کننده همهٔ سیم‌های درست را در زمان مشخص شده قطع کند، بمب منفجر نمی‌شود و امتیاز آن مرحله به بانک امتیاز تیم اضافه می‌شود.
- اگر شرکت‌کننده سیم نادرست را قطع کند یا قبل از قطع کردن همهٔ سیم‌های درست، زمان تمام شود، بمب منفجر می‌شود و محتوای رنگی داخل بمب به همه جای استودیو و شرکت‌کننده‌ها پخش می‌شود.
- امتیاز این مرحله از دست می‌رود و شرکت‌کننده هم حذف می‌شود (چراغ سبز جایگاهش قرمز می‌شود) و دیگر تا مرحلهٔ پنجم امکان شرکت در مسابقه را ندارد.
- شرکت‌کننده‌ها و مجری از عینک محافظ استفاده می‌کنند و تماشاگران ردیف‌های جلو هم عینک و کاور محافظ روی لباس‌هایشان می‌پوشند.
- هر شرکت‌کننده تا قبل از مرحلهٔ پنجم حداقل باید برای پاسخ به سوال‌های یک مرحله و خنثی کردن یک بمب اقدام کند.
- اگر هر سه شرکت‌کننده تا قبل از پایان مرحلهٔ چهارم، حذف شوند، تیم هیچ جایزه‌ای نمی‌گیرد و امتیازهایش در بانک از دست می‌رود.
- اگر بعد از مرحلهٔ پنجم، یک شرکت‌کننده از تیم باقی مانده باشد، تیم باید تصمیم بگیرد که همین‌جا مسابقه را ترک کند و بر اساس مجموع امتیازهایش تا این مرحله جایزه بگیرد یا سؤال ششم را پاسخ بدهد و بمب طلایی را خنثی کند.
- مجری حوزهٔ سؤال ششم را به شرکت‌کننده‌ها اعلام می‌کند تا بتوانند راحت‌تر برای ماندن یا رفتن تصمیم بگیرند.
- سؤال بمب طلایی، ده گزینه دارد با ۷ پاسخ درست و سه پاسخ نادرست و ۹۰ ثانیه زمان پاسخگویی.
- در این مرحله هر سه عضو تیم مشارکت می‌کنند (فارغ از این‌که قبلاً حذف شده باشند یا نه) و هر سه کنار بمب می‌ایستند. یک نفر سیم‌ها را قطع می‌کند و دو نفر دیگر مشورت می‌دهند.
- اگر تیم بمب طلایی را خنثی کند، معادل ۶۰/۰۰۰/۰۰۰ تومان از این مرحله جایزه می‌گیرند. اگر بمب را خنثی نکنند، معادل نصف مبلغ قبل از بمب طلایی از این مرحله را جایزه می‌گیرند.[۱۰]

## جدول امتیازها
| ردیف | بمب    | خنثی                              |
| ---- | ------ | --------------------------------- |
| ۱    | ۱      | ۳٬۰۰۰                             |
| ۲    | ۲      | ۳٬۰۰۰                             |
| ۳    | ۳      | ۵٬۰۰۰                             |
| ۴    | ۴      | ۶٬۰۰۰                             |
| ۵    | نقره‌ای | ۸٬۰۰۰                             |
| ۶    | طلایی  | برد ×۴ باخت ÷۲ مبلغ کل ۶۰٬۰۰۰٬۰۰۰ |